# Guarea constricta
Guarea constricta är en tvåhjärtbladig växtart som beskrevs av Al.Rodr.. Guarea constricta ingår i släktet Guarea och familjen Meliaceae. Inga underarter finns listade i Catalogue of Life.